# Шомохта
Шомохта — река в Нижегородской области России. Устье реки находится в 8 км по левому берегу Горьковского водохранилища (зал. Унжинский). Длина реки составляет 50 км.
Исток реки находится к югу от деревни Вихорево Ковернинского района, но бо́льшая часть русла находится в Сокольском районе.

## Данные водного реестра
По данным государственного водного реестра России относится к Верхневолжскому бассейновому округу, водохозяйственный участок реки — Унжа от истока и до устья, речной подбассейн реки — Бассейн притоков Волги ниже Рыбинского водохранилища до впадения Оки. Речной бассейн реки — (Верхняя) Волга до Куйбышевского водохранилища (без бассейна Оки).
По данным геоинформационной системы водохозяйственного районирования территории РФ, подготовленной Федеральным агентством водных ресурсов:
- Код водного объекта в государственном водном реестре — 08010300312110000016881
- Код по гидрологической изученности (ГИ) — 110001688
- Код бассейна — 08.01.03.003
- Номер тома по ГИ — 10
- Выпуск по ГИ — 0